# Consejería de Cultura de la Generalidad de Cataluña
La consejería de Cultura es una de las consejerías del Gobierno de Cataluña 2021-2025. Esta consejería fue creada en 1977 vinculada a la Consejería de Enseñanza y la actual consejera de Cultura es Sònia Hernández Almodóvar.

## Competencias
El DECRETO 21/2021, de 25 de mayo, de creación, denominación y determinación del ámbito de competencia de los departamentos de la Administración de la Generalidad de Cataluña, establece las competencias de las distintas consejerías de la Generalidad de Cataluña.
Las competencias de esta Consejería incluyen la promoción, cooperación y difusión cultural, así como la gestión y dirección del patrimonio cultural, archivos y museos. Además, la regulación de las industrias culturales, también aquellas que se fomenten a través de los medios de comunicación públicos. También, la preservación de la cultura tradicional y popular catalana y la gestión de los equipamientos culturales. Otra de las competencias de esta Consejería es la promoción y fomento de la lengua catalana. Quedan adscritos a la Consejería de Cultura la Institución de las Letras Catalanas, la Agencia Catalana del Patrimonio Cultural, la Biblioteca de Cataluña, el Instituto Catalán de las Empresas culturales, el Consejo Nacional de la Cultura y de las Artes y la Oficina de Apoyo a la Iniciativa Cultural.

## Consejeros
| Consejería                       | Titular  | Titular                        | Partido | Partido | Periodo                                 | Periodo                                 | Generalitat  | Generalitat | Generalitat                |
| Consejería                       | Titular  | Titular                        | Partido | Partido | Inicio                                  | Fin                                     | Gobierno     | Presidente  | Presidente                 |
| -------------------------------- | -------- | ------------------------------ | ------- | ------- | --------------------------------------- | --------------------------------------- | ------------ | ----------- | -------------------------- |
| Cultura y Medios de Comunicación |          | Max Cahner                     |         | CDC     | 8 de mayo de 1980                       | 18 de junio de 1984                     | Pujol I      |             | Jordi Pujol                |
| Cultura                          |          | Joan Rigol                     |         | UCD     | 18 de junio de 1984                     | 19 de diciembre de 1985                 | Pujol II     |             | Jordi Pujol                |
| Cultura                          |          | Joaquim Ferrer i Roca          |         | CDC     | 19 de diciembre de 1985                 | 4 de julio de 1988                      | Pujol II     |             | Jordi Pujol                |
| Cultura                          |          | Joan Guitart i Agell           |         | CDC     | 4 de julio de 1988                      | 7 de junio de 1996                      | Pujol III    |             | Jordi Pujol                |
| Cultura                          | Pujol IV | Joan Guitart i Agell           |         | CDC     | 4 de julio de 1988                      | 7 de junio de 1996                      |              |             | Jordi Pujol                |
| Cultura                          |          | Joan Maria Pujals i Vallvé     |         | CDC     | 7 de junio de 1996                      | 29 de noviembre de 1999                 | Pujol V      |             | Jordi Pujol                |
| Cultura                          |          | Jordi Vilajoana                |         | CDC     | 29 de noviembre de 1999                 | 20 de diciembre de 2003                 | Pujol VI     |             | Jordi Pujol                |
| Cultura                          |          | Ferran Mascarell i Canalda     |         | PSC     | 20 de diciembre de 2003                 | 29 de noviembre de 2006                 | Maragall     |             | Pasqual Maragall           |
| Cultura y Medios de Comunicación |          | Joan Manuel Tresserras i Gaju  |         | ERC     | 29 de noviembre de 2006                 | 29 de noviembre de 2010                 | Montilla     |             | José Montilla              |
| Cultura                          |          | Ferran Mascarell i Canalda     |         | Ind.    | 29 de noviembre de 2010                 | 14 de enero de 2016                     | Mas I        |             | Artur Mas                  |
| Cultura                          | Mas II   | Ferran Mascarell i Canalda     |         | Ind.    | 29 de noviembre de 2010                 | 14 de enero de 2016                     |              |             | Artur Mas                  |
| Cultura                          |          | Santi Vila                     |         | JxSí    | 14 de enero de 2016                     | 5 de julio de 2017                      | Puigdemont   |             | Carles Puigdemont          |
| Cultura                          |          | Lluís Puig                     |         | JxSí    | 5 de julio de 2017                      | 27 de octubre de 2017                   | Puigdemont   |             | Carles Puigdemont          |
| Educación, Cultura y Deporte     |          | Íñigo Méndez de Vigo y Montojo |         | PP      | Aplicación del artículo 155 en Cataluña | Aplicación del artículo 155 en Cataluña | Rajoy II     |             | Soraya Sáenz de Santamaría |
| Cultura                          |          | Laura Borràs Castanyer         |         | JxCat   | 2 de junio de 2018                      | 25 de marzo de 2019                     | Torra        |             | Joaquim Torra i Pla        |
| Cultura                          |          | Mariàngela Vilallonga Vives    |         | JxCat   | 25 de marzo de 2019                     | 3 de septiembre de 2020                 | Torra        |             | Joaquim Torra i Pla        |
| Cultura                          |          | Àngels Ponsa Roca              |         | JxCat   | 3 de septiembre de 2020                 | 26 de mayo de 2021                      | Aragonès (e) |             | Pere Aragonès              |
| Cultura                          |          | Natàlia Garriga                |         | ERC     | 26 de mayo de 2021                      | 12 de agosto de 2024                    | Aragonès     |             | Pere Aragonès              |
| Cultura                          |          | Sònia Hernández Almodóvar      |         | Ind.    | 12 de agosto de 2024                    | En el cargo                             | Illa         |             | Salvador Illa              |